# Ford Transit Custom
Le Transit Custom est un véhicule utilitaire produit par le constructeur automobile américain Ford depuis 2012. Il remplace, en tant que modèle autonome, les versions à traction avant plus petites de la quatrième génération de Ford Transit.

## Première génération (2012-)
Le Transit Custom est disponible en deux longueurs (4,97 m et 5,34 m) et est capable d'embarquer neuf passagers. La version civile de cet utilitaire, le Tourneo Custom, propose notamment une sellerie cuir ou encore le système multimédia Sync. La gamme de motorisations est composée de trois déclinaisons du 2.2 TDCi (100 ch, 125 ch et 155 ch).

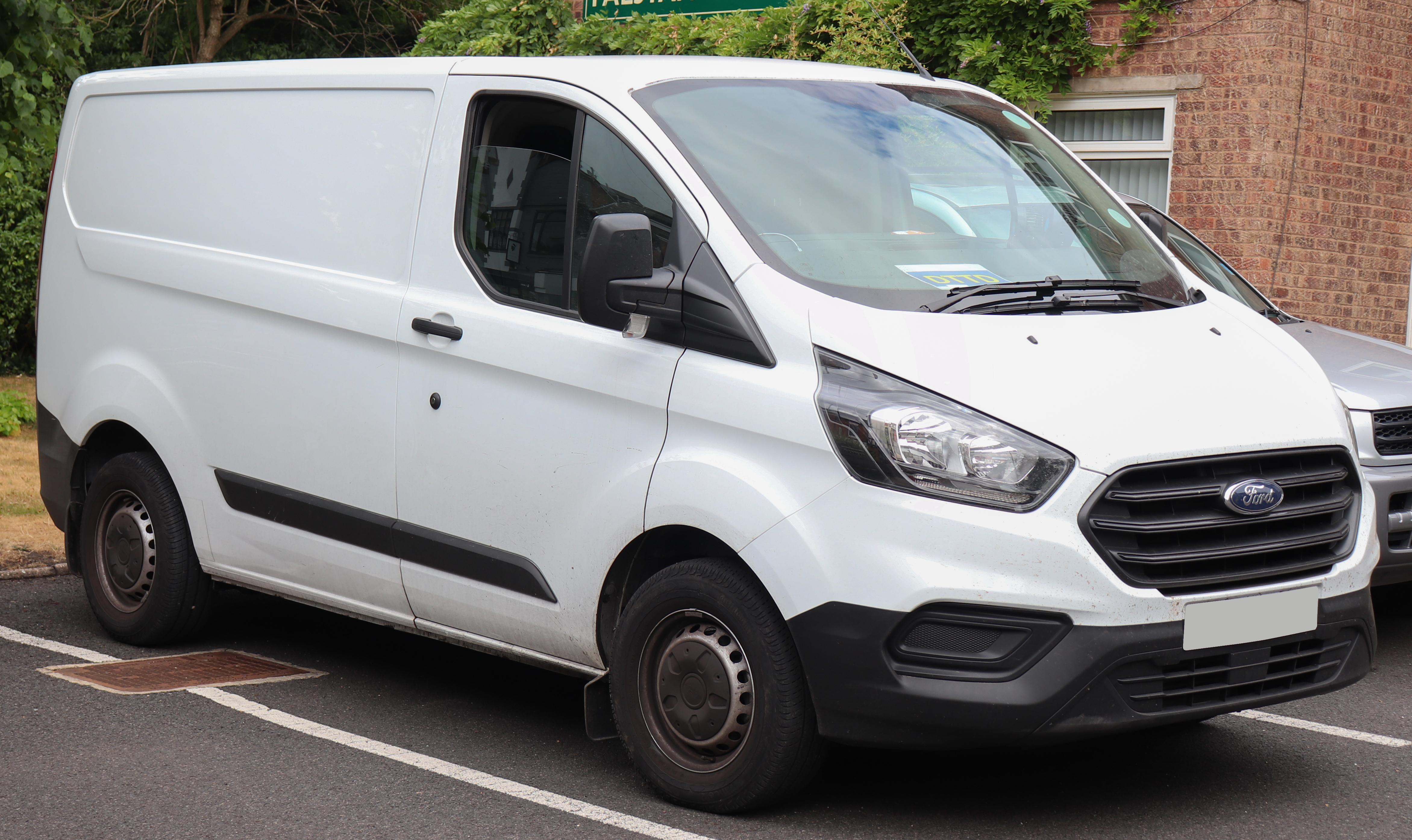
Ford Transit Custom Phase II

En 2017, les Ford Transit Custom et Tourneo Custom sont restylés.
Le 9 mai 2022, une version électrique du Ford Transit Custom est officiellement présentée.

### Aperçu
Le Ford Transit Custom a été dévoilé au Salon des véhicules commerciaux 2012 au National Exhibition Centre de Birmingham, en Angleterre,. Actuellement, le Transit Custom n'est pas vendu aux États-Unis et au Canada, mais il est vendu au Mexique. Il n'est vendu en Chine que depuis 2016.
Un seul moteur est disponible, un quatre cylindres en ligne turbodiesel Duratorq de 2,2 litres, en trois niveaux de puissance: 74 kW (101 PS; 99 ch) avec 310 N⋅m de couple, 92 kW (125 PS; 123 ch) avec 350 N⋅m et 113 kW (154 PS; 152 ch) avec 385 N⋅m. Il y aura également une version hybride rechargeable semblable au Tourneo, qui utilisera le moteur essence EcoBoost de 1 litre de Ford et un moteur électrique avec une batterie de 13,6 kWh. Le moteur essence agira comme un prolongateur d'autonomie, car les roues avant de la voiture sont entraînées par le moteur électrique. Il peut parcourir 50 kilomètres avec de l'électricité, mais jusqu'à 500 kilomètres avec le moteur essence. La consommation de carburant serait de 3,3 litres aux 100 km. Cette version sera disponible au second semestre 2019.

### Autres variantes

#### Ford Tourneo Custom

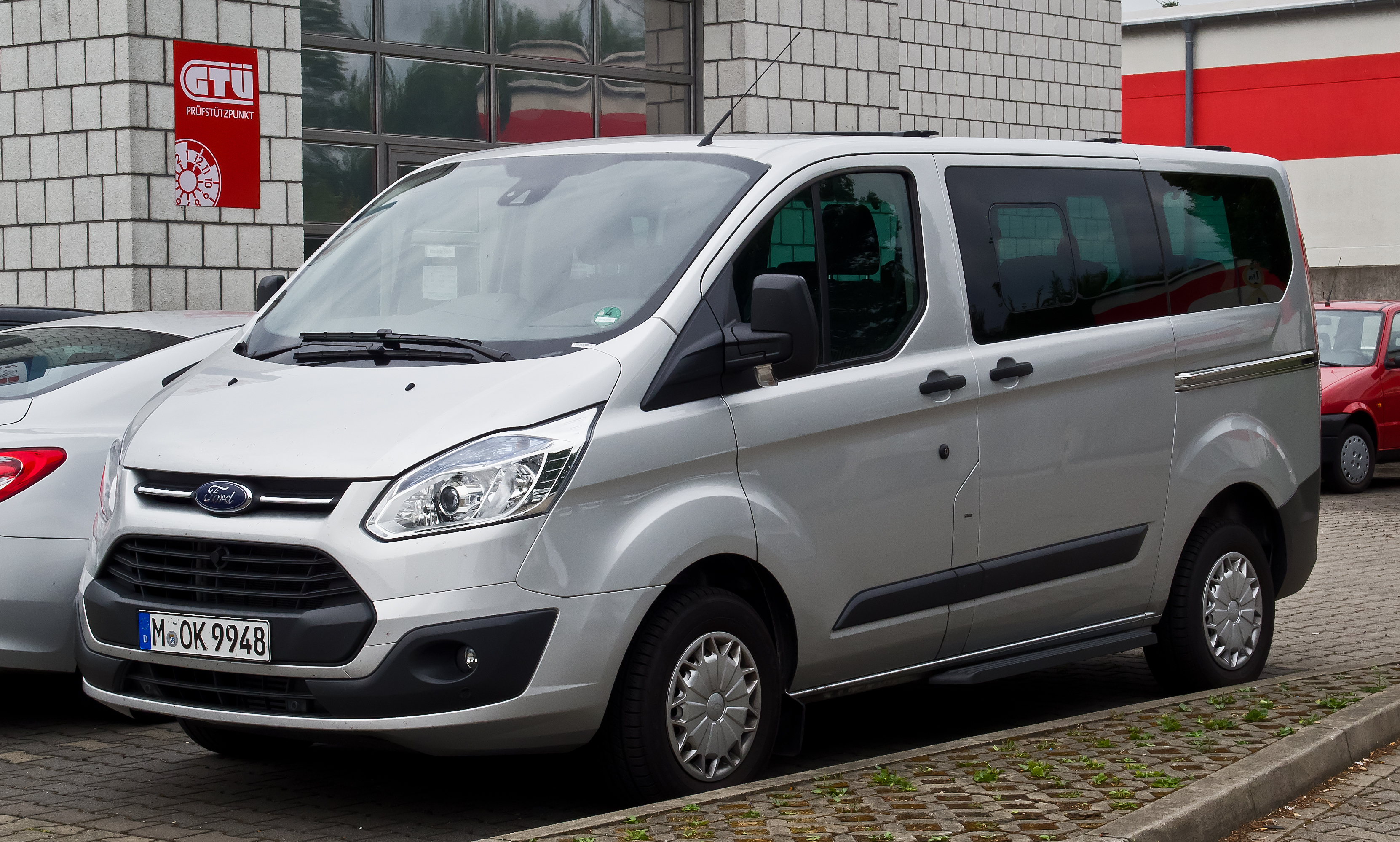
Ford Tourneo Custom

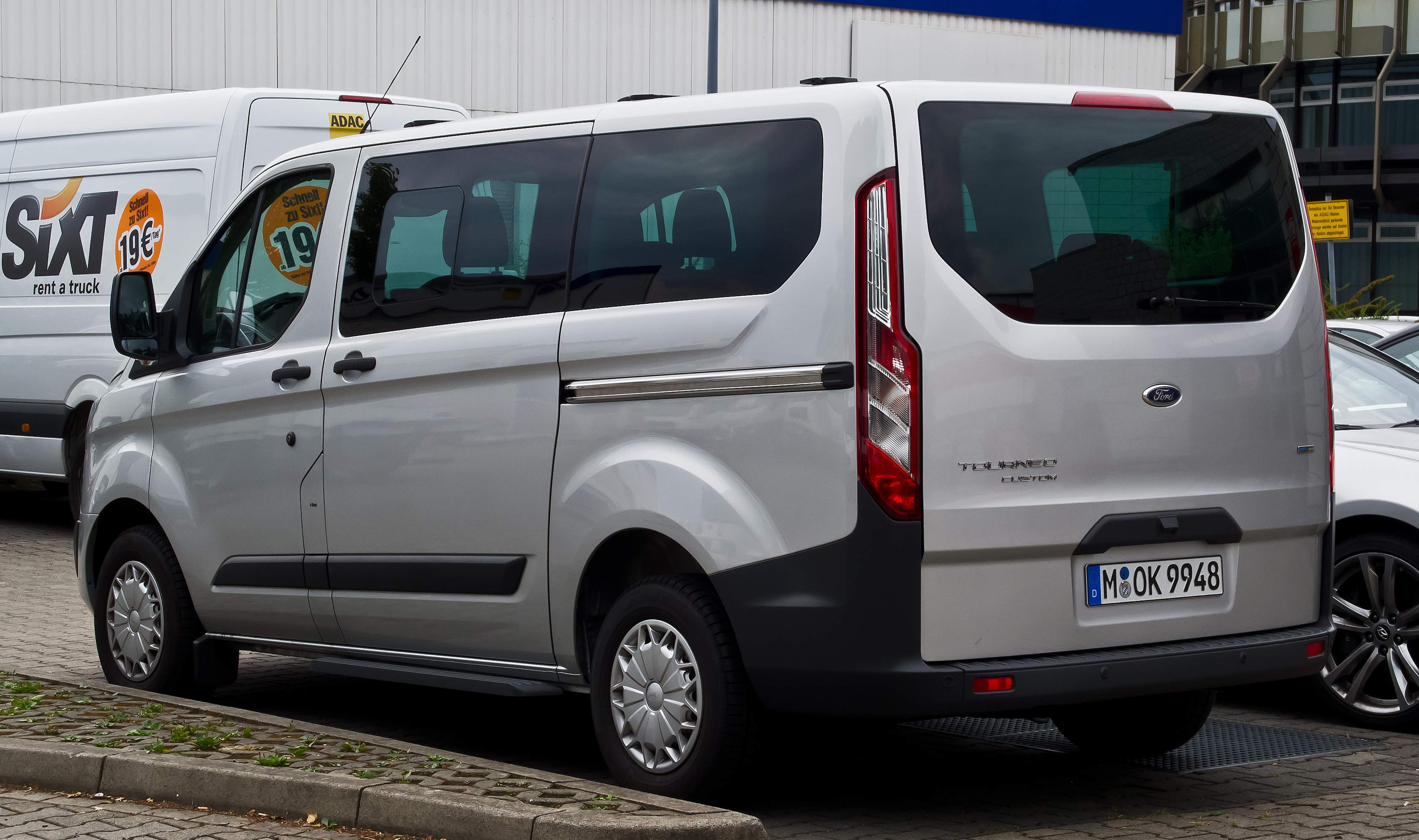
Ford Tourneo Custom

Le Ford Tourneo Custom est la version civile du Transit Custom dédiée aux passagers.

#### PHEV
En septembre 2018, Ford dévoile la variante hybride rechargeable du Transit Custom, le Transit Custom PHEV. Elle est dotée d'un moteur électrique 1.0 Ecoboost équipé d'une batterie de 14 kWh.

#### Transit Custom Nugget
Le Ford Transit Custom Nugget est une petite camionnette conçue comme un camping-car qui est vendue par Ford et convertie par Westfalia. Il possède diverses caractéristiques du camping de nuit, comme un évier, une cuisinière et des lits pliants. Le "Nugget" a été lancé sur certains marchés européens au printemps 2019.

### Données techniques

#### de 2012 à 2016
| Modèle                           | 2.2 TDCi                       | 2.2 TDCi                       | 2.2 TDCi                       |
| -------------------------------- | ------------------------------ | ------------------------------ | ------------------------------ |
| Nombre de cylindres              | 4                              | 4                              | 4                              |
| Cylindrée (cm³)                  | 2198                           | 2198                           | 2198                           |
| Puissance maxi (kW/Cv)           | 74/100 à 3500                  | 92/125 à 3500                  | 114/155 à 3500                 |
| Couple maxi (N m)                | 310 à 1300                     | 350 à 1450                     | 385 à 1600                     |
| Vitesse maximale (km/h)          | 147                            | 157                            | 164                            |
| Transmission (standard)          | Transmission manuelle, boîte 6 | Transmission manuelle, boîte 6 | Transmission manuelle, boîte 6 |
| Consommation combinée (l/100 km) | 6,4–6,9 BA                     | 6,4–6,9 BA                     | 7,0–7,3 BA                     |

#### Depuis juin 2016
| Modèle                           | 2.0 TDCi                           | 2.0 TDCi                             | 2.0 TDCi                             | 2.0 TDCi (depuis 05/2019)            | 1.0 PHEV (à la fin 2019) |
| -------------------------------- | ---------------------------------- | ------------------------------------ | ------------------------------------ | ------------------------------------ | ------------------------ |
| Nombre de cylindres              | 4                                  | 4                                    | 4                                    | 4                                    | 3                        |
| Cylindrée (cm³)                  | 1997                               | 1997                                 | 1997                                 | 1997                                 | 999                      |
| Puissance maxi (kW/Cv)           | 77/105 à 3500/min                  | 96/130 à 3500/min                    | 125/170 à 3500/min                   | 136/185 à 3500/min                   | 93/126                   |
| Max. couple (N m)                | 360 à 1375–2000/min                | 385 à 1500–2000/min                  | 405 à 1750–2500/min                  | 415 à 1750–2750/min                  | 355                      |
| Vitesse maximale (km/h)          | 150                                | 160                                  | 170–180                              | 175–180                              | 120                      |
| Accélération (0–100 km/h)        | 19,8 s                             |                                      | 13,4 s                               |                                      |                          |
| Transmission (standard)          | Transmission manuelle à 6 vitesses | Transmission manuelle à 6 vitesses   | Transmission manuelle à 6 vitesses   | Transmission manuelle à 6 vitesses   |                          |
| Transmission (facultatif)        | –                                  | Transmission automatique SelectShift | Transmission automatique SelectShift | Transmission automatique SelectShift |                          |
| Consommation combinée (l/100 km) | 6,0–6,3 BA                         | 6,3–7,1 BA                           | 6,4–7,1 BA                           | 5,5–6,3 BA                           | 3,1–3,6                  |

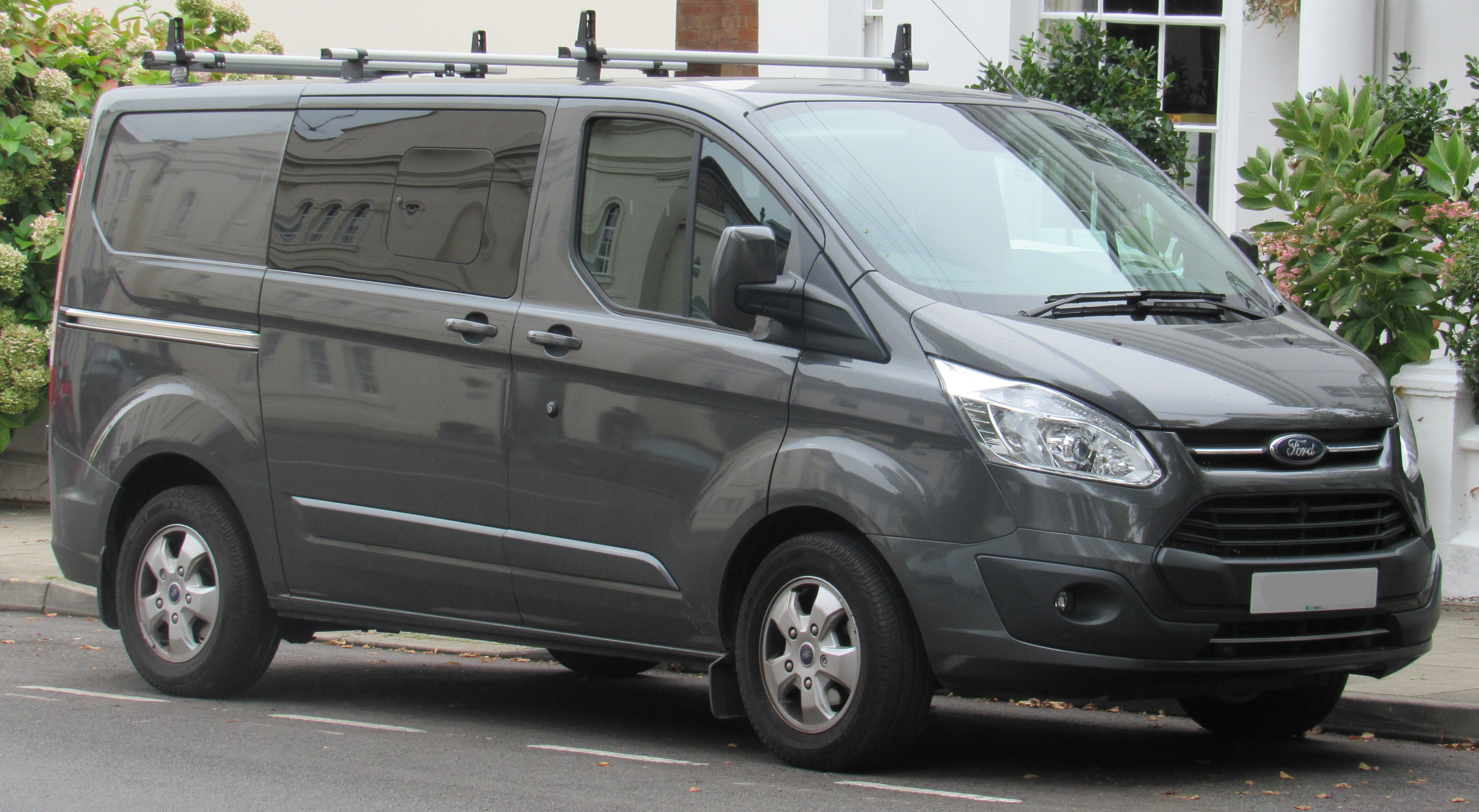
Ford Transit Custom (Royaume-Uni; pré-lifting)
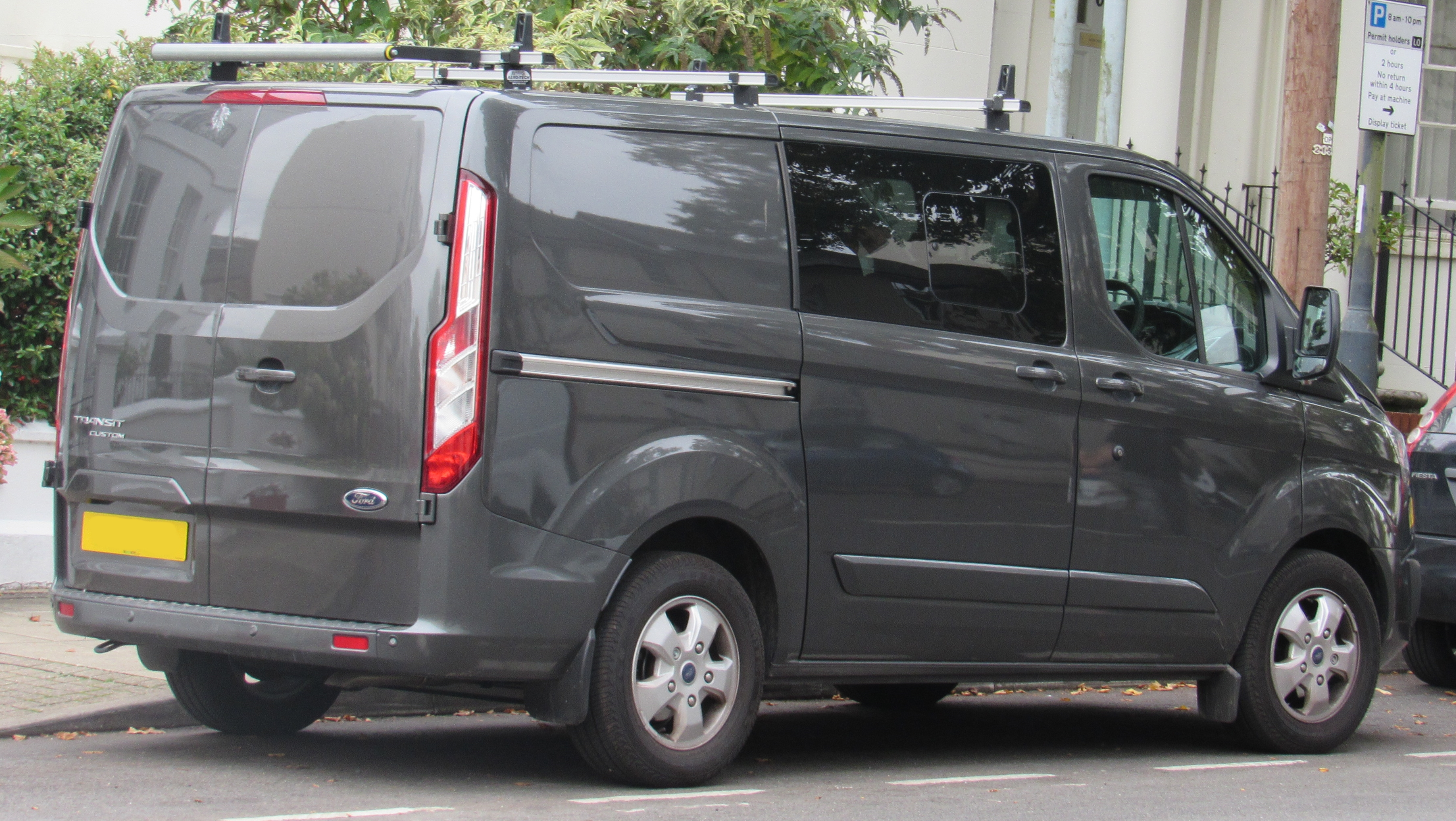
Ford Transit Custom (Royaume-Uni; pré-lifting)
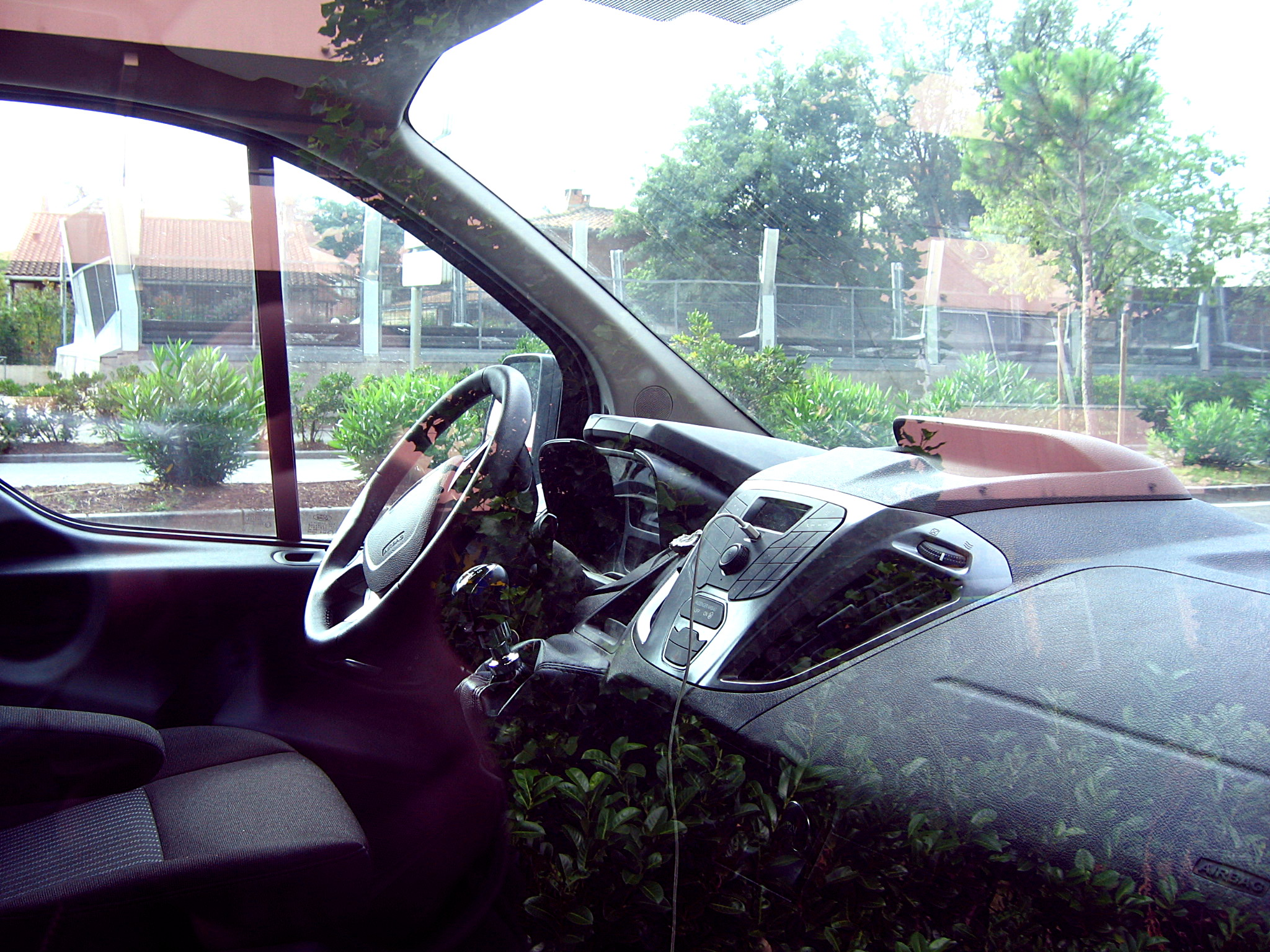
Intérieur
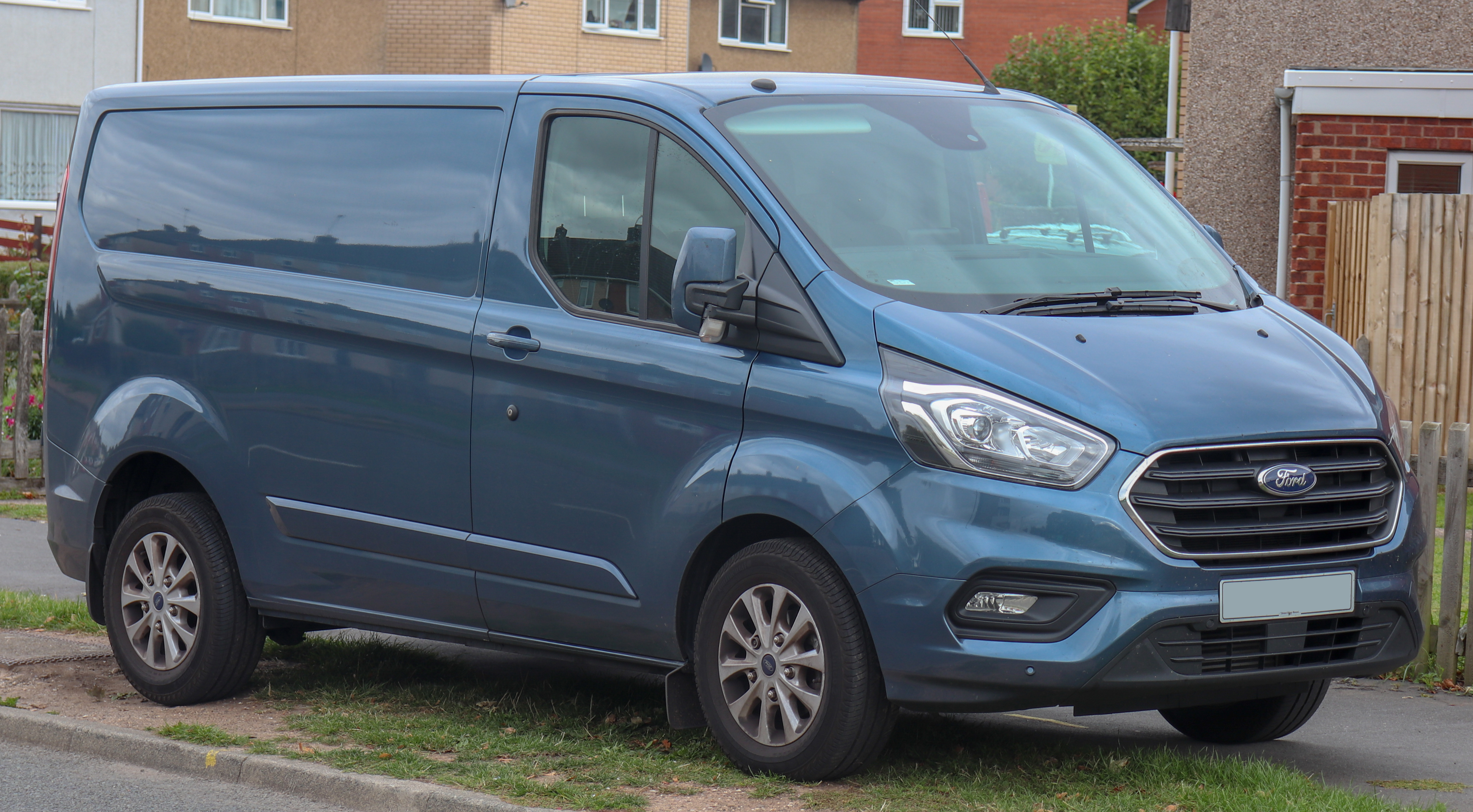
Ford Transit Custom (Royaume-Uni; lifting)
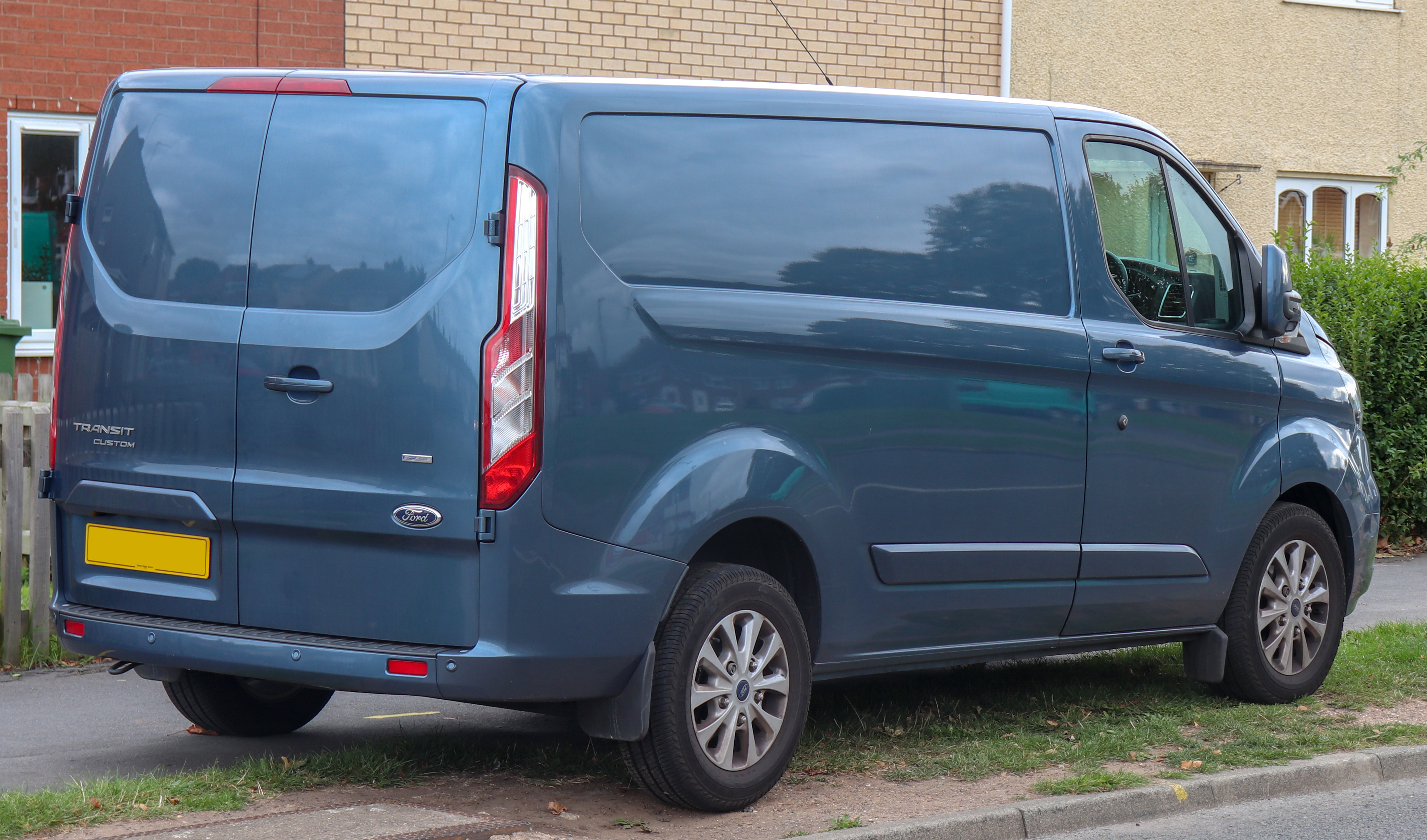
Ford Transit Custom (Royaume-Uni; lifting)

## Seconde génération (2023-)

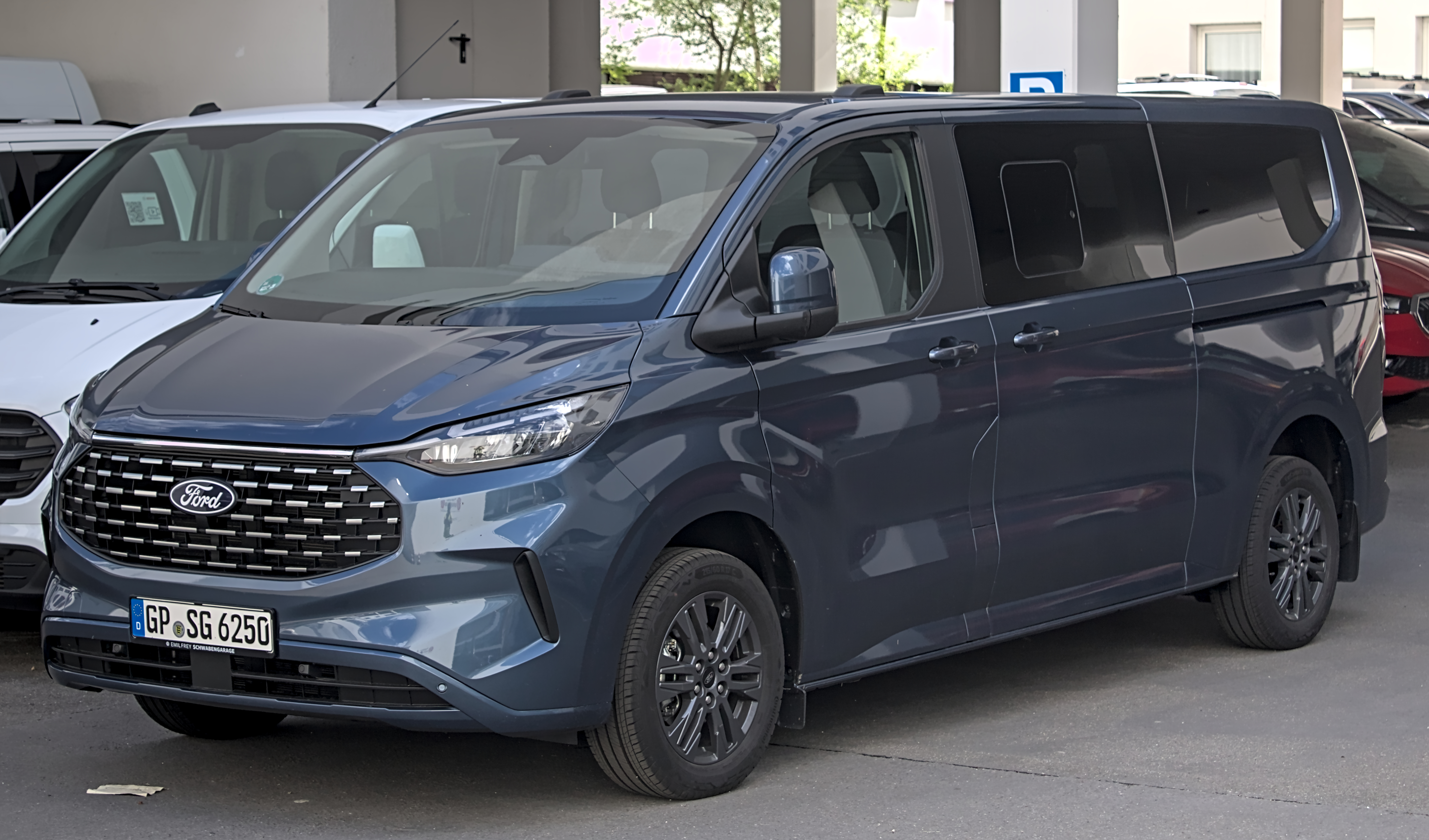
Ford Tourneo Custom II

En 2023, Ford commercialise une  seconde génération des nouveaux Transit et Tourneo Custom en versions diesel et 100 % électrique. Avec un moteur de 160 kW, elle est dotée d'une fonction de conduite à une seule pédale. La batterie d'une capacité utile de 74 kWh permet, en théorie, une autonomie de 370 km. Avec le chargeur triphasé de 11 kW, la batterie est rechargeable en moins de 8 heures. Le chargeur rapide de 125 kW permet quant à lui de passer de 15 à 80 % de batterie en environ 40 minutes.

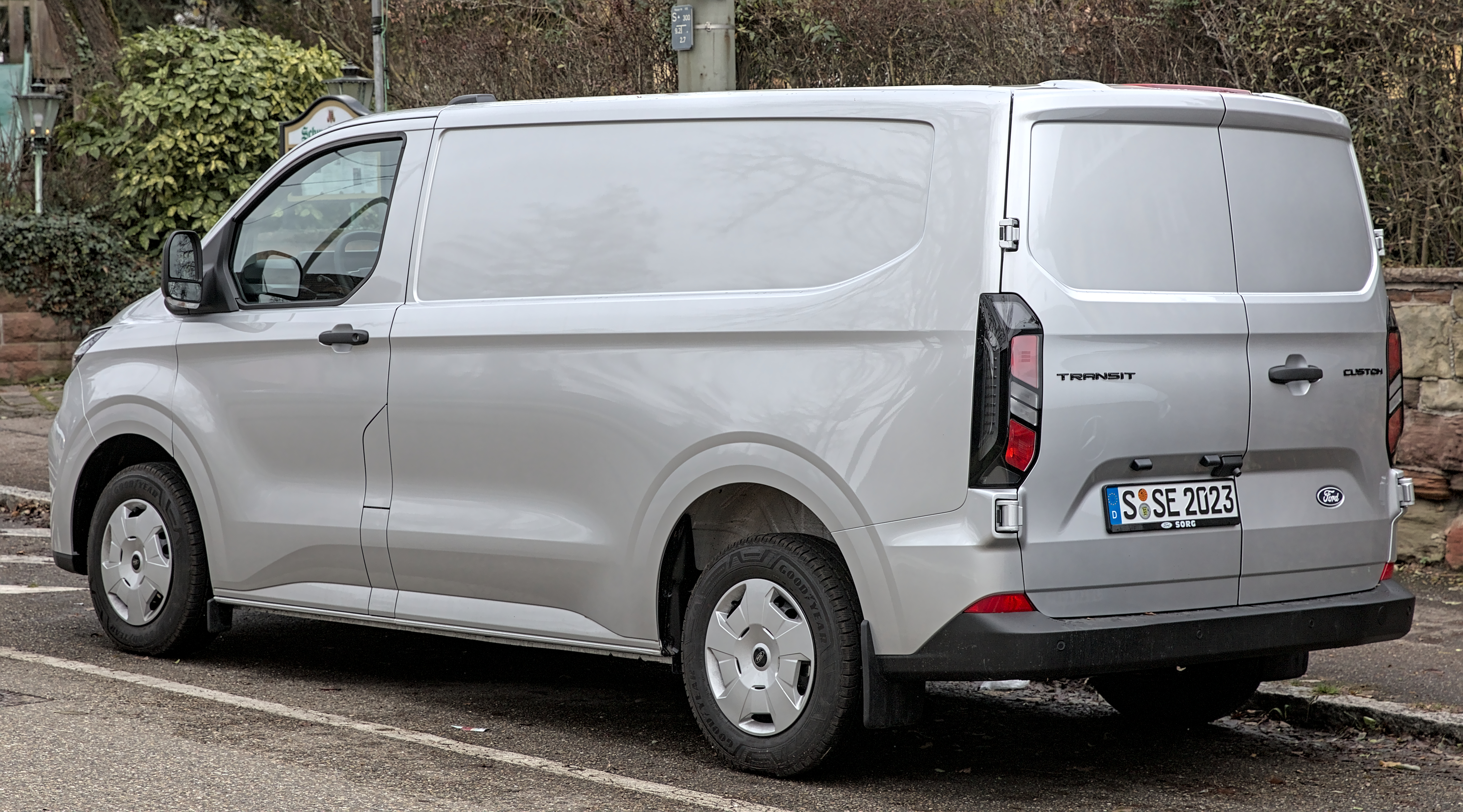
Ford Transit Custom II

Les équipements peuvent être plus nombreux que sur d'autres versions des Tourneo Custom. Ainsi, sont proposés avec la finition haut de gamme Titanium X des jantes de 19 pouces, des optiques Matrix LED, un toit en verre panoramique, un système audio B&O 14 HP, une climatisation automatique tri-zone, une vision 360° ou encore une assistance à la conduite autonome. L'instrumentation numérique atteint 12 pouces, 13 pour l'écran tactile qui est d'office couplé à une connexion sans fil Android Auto / Apple CarPlay.

### Transit/Tourneo Custom Nugget
En 2023, Ford a dévoilé une version aménagée de son Transit Custom, le Transit Custom Nugget. En août 2024, il se dévoile dans deux variantes : le Nugget Active version baroudeur destiné au camping et disponible en hybride rechargeable et en variante allongée.